# Iguanura polymorpha
Iguanura polymorpha är en enhjärtbladig växtart som beskrevs av Odoardo Beccari. Iguanura polymorpha ingår i släktet Iguanura och familjen Arecaceae. Inga underarter finns listade i Catalogue of Life.